# Xenimpia loile
Xenimpia loile là một loài bướm đêm trong họ Geometridae.